# WTA Elite Trophy 2016
Het eindejaarstoernooi WTA Elite Trophy (ook wel genoemd: het B-kampioenschap van het vrouwentennis) van 2016 vond plaats van dinsdag 1 tot en met zondag 6 november 2016 in de Chinese stadsprefectuur Zhuhai. Het was de tweede editie van het toernooi. Er werd gespeeld op hardcourt-binnenbanen in het Hengqin International Tennis Center.

## Enkelspel
Titelhoudster Venus Williams kwam haar titel niet verdedigen, hoewel zij zich wel voor deelname had gekwalificeerd.
De als eerste geplaatste Britse Johanna Konta bereikte de halve finale. Daarin werd zij uitgeschakeld door het vierde reekshoofd, de Oekraïense Elina Svitolina.
Het derde reekshoofd, Petra Kvitová uit Tsjechië, won het toernooi. In de finale versloeg zij Svitolina in twee sets. Kvitová wist voor het eerst in haar carrière een eindejaarskampioenschap op haar naam te schrijven. Het was haar negentiende WTA-titel, de tweede van 2016.

### Deelnemende speelsters
Bronnen:
Rang per 31 oktober 2016.
| Nr. | Speelster            | Rang | Groep | Resultaat    | Verloor van        |
| --- | -------------------- | ---- | ----- | ------------ | ------------------ |
| 1.  | Johanna Konta        | 10   | A     | halve finale | Elina Svitolina    |
| 2.  | Carla Suárez Navarro | 11   | B     | afgemeld     | polsblessure       |
| 3.  | Petra Kvitová        | 13   | C     | winnares     | winnares           |
| 4.  | Elina Svitolina      | 14   | D     | finale       | Petra Kvitová      |
| 5.  | Roberta Vinci        | 17   | C     | groepsfase   | Strýcová, Kvitová  |
| 6.  | Timea Bacsinszky     | 18   | B     | groepsfase   | Zhang              |
| 7.  | Jelena Vesnina       | 19   | D     | groepsfase   | Svitolina          |
| 8.  | Samantha Stosur      | 20   | A     | groepsfase   | Konta, Garcia      |
| 9.  | Barbora Strýcová     | 21   | C     | groepsfase   | Kvitová            |
| 10. | Kiki Bertens         | 22   | D     | groepsfase   | Svitolina, Vesnina |
| 11. | Caroline Garcia      | 23   | A     | groepsfase   | Konta              |
| Alt | Tímea Babos          | 25   | B     | groepsfase   | Bacsinszky, Zhang  |
| 12. | Zhang Shuai          | 28*  | B     | halve finale | Petra Kvitová      |

### Prijzengeld en WTA-punten
Bron:
| Resultaat                | Prijzengeld    | WTA-punten |
| ------------------------ | -------------- | ---------- |
| winnares                 | R1 + $ 465.000 | R1 + 460   |
| finale                   | R1 + $ 155.000 | R1 + 200   |
| halve finale             | R1 + $ 16.000  | R1         |
| eerste ronde (2/2 zeges) | $ 190.000      | 240        |
| eerste ronde (1/2 zeges) | $ 115.500      | 160        |
| eerste ronde (0/2 zeges) | $ 41.000       | 80         |

- R1 = de opbrengst van de eerste ronde (groepswedstrijden).
- Haar foutloos parcours leverde de winnares $ 655.000 en 700 punten op.

### Halve finale en finale
|  | halve finale | halve finale    | halve finale  | halve finale | halve finale |             |   | finale          | finale | finale | finale | finale |
|  |              |                 |               |              |              |             |   |                 |        |        |        |        |
|  | 1            | Johanna Konta   | 6             | 1            | 4            |             |   |                 |        |        |        |        |
|  | 4            | Elina Svitolina | 2             | 6            | 6            |             |   |                 |        |        |        |        |
|  | 4            | Elina Svitolina | 2             | 6            | 6            |             | 4 | Elina Svitolina | 4      | 2      |        |        |
|  |              |                 |               |              |              |             | 4 | Elina Svitolina | 4      | 2      |        |        |
|  |              | 3               | Petra Kvitová | 6            | 6            |             |   |                 |        |        |        |        |
|  | 12/WC        | 3               | Petra Kvitová | 6            | 6            | Zhang Shuai | 2 | 2               |        |        |        |        |
|  | 12/WC        |                 |               |              |              | Zhang Shuai | 2 | 2               |        |        |        |        |
|  | 3            | Petra Kvitová   | 6             | 6            |              |             |   |                 |        |        |        |        |

### Groepswedstrijden
Een redelijk gelijkwaardige opbouw van de vier groepen werd bereikt door de regels van plaatsing en loting:
- De vier speelsters met de hoogste ranking waren het reekshoofd van een eigen groep.
- De volgende vier speelsters werden door loting verdeeld over de groepen.
- Ten slotte werden ook de laagste vier speelsters door loting verdeeld over de groepen.

#### Groep A – "Azalea"
Resultaten
| wedstrijd            | wedstrijd | wedstrijd            | score    |
| -------------------- | --------- | -------------------- | -------- |
| Johanna Konta (1)    | –         | Samantha Stosur (8)  | 6-4, 6-2 |
| Caroline Garcia (11) | –         | Samantha Stosur (8)  | 6-4, 6-3 |
| Johanna Konta (1)    | –         | Caroline Garcia (11) | 6-2, 6-2 |

Klassement
| nr. | speelster            | partijen w-v | sets w-v | games w-v |
| --- | -------------------- | ------------ | -------- | --------- |
| 1.  | Johanna Konta (1)    | 2-0          | 4-0      | 24-10     |
| 2.  | Caroline Garcia (11) | 1-1          | 2-2      | 16-19     |
| 3.  | Samantha Stosur (8)  | 0-2          | 0-4      | 13-24     |

#### Groep B – "Camellia"
Resultaten
| wedstrijd            | wedstrijd | wedstrijd            | score    |
| -------------------- | --------- | -------------------- | -------- |
| Zhang Shuai (12/WC)  | –         | Timea Bacsinszky (6) | 6-1, 6-1 |
| Timea Bacsinszky (6) | –         | Tímea Babos (Alt)    | 6-4, 6-2 |
| Zhang Shuai (12/WC)  | –         | Tímea Babos (Alt)    | 7-6, 6-4 |

Klassement
| nr. | speelster            | partijen w-v | sets w-v | games w-v |
| --- | -------------------- | ------------ | -------- | --------- |
| 1.  | Zhang Shuai (12/WC)  | 2-0          | 4-0      | 25-12     |
| 2.  | Timea Bacsinszky (6) | 1-1          | 2-2      | 14-18     |
| 3.  | Tímea Babos (Alt)    | 0-2          | 0-4      | 16-25     |

#### Groep C – "Peony"
Resultaten
| wedstrijd            | wedstrijd | wedstrijd            | score    |
| -------------------- | --------- | -------------------- | -------- |
| Barbora Strýcová (9) | –         | Roberta Vinci (5)    | 6-4, 6-3 |
| Petra Kvitová (3)    | –         | Roberta Vinci (5)    | 6-1, 6-2 |
| Petra Kvitová (3)    | –         | Barbora Strýcová (9) | 6-1, 6-4 |

Klassement
| nr. | speelster            | partijen w-v | sets w-v | games w-v |
| --- | -------------------- | ------------ | -------- | --------- |
| 1.  | Petra Kvitová (3)    | 2-0          | 4-0      | 24-8      |
| 2.  | Barbora Strýcová (9) | 1-1          | 2-2      | 17-19     |
| 3.  | Roberta Vinci (5)    | 0-2          | 0-4      | 10-24     |

#### Groep D – "Rose"
Resultaten
| wedstrijd           | wedstrijd | wedstrijd          | score         |
| ------------------- | --------- | ------------------ | ------------- |
| Elina Svitolina (4) | –         | Kiki Bertens (10)  | 2-6, 6-4, 6-2 |
| Elina Svitolina (4) | –         | Jelena Vesnina (7) | 6-4, 6-2      |
| Jelena Vesnina (7)  | –         | Kiki Bertens (10)  | 6-4, 7-6      |

Klassement
| nr. | speelster           | partijen w-v | sets w-v | games w-v |
| --- | ------------------- | ------------ | -------- | --------- |
| 1.  | Elina Svitolina (4) | 2-0          | 4-1      | 26-18     |
| 2.  | Jelena Vesnina (7)  | 1-1          | 2-2      | 19-22     |
| 3.  | Kiki Bertens (10)   | 0-2          | 1-4      | 22-27     |

## Dubbelspel
|            |  |          |
| İpek Soylu |  | Xu Yifan |

| Prijzengeld Bron: \| Resultaat \| Prijzengeld (per team) \| \| ---------------------- \| ---------------------- \| \| winnaressen \| R1 + $ 20.200 \| \| finale \| R1 + $ 10.100 \| \| eerste ronde (2 zeges) \| $ 25.900 \| \| eerste ronde (1 zege) \| $ 20.700 \| \| eerste ronde (0 zeges) \| $ 15.500 \| Noten: - R1 = de opbrengst van de eerste ronde (groepswedstrijden). - Hun foutloos parcours leverde het winnende koppel $ 46.100 op. - WTA-punten waren niet te verdienen. |                        |
| Resultaat | Prijzengeld (per team) |
| winnaressen | R1 + $ 20.200          |
| finale | R1 + $ 10.100          |
| eerste ronde (2 zeges) | $ 25.900               |
| eerste ronde (1 zege) | $ 20.700               |
| eerste ronde (0 zeges) | $ 15.500               |

Titelverdedigsters Liang Chen en Wang Yafan hadden onvoldoende ranking om tot de eerste vier koppels te behoren. Zij kregen een wildcard om te mogen deelnemen, maar strandden in de groepsfase.
Het als tweede geplaatste duo İpek Soylu / Xu Yifan won het toernooi. In de finale versloegen zij het als zesde geplaatste, via een wildcard toegelaten, Chinese koppel Yang Zhaoxuan en You Xiaodi in de match-tiebreak. Het was hun eerste gezamenlijke titel. Soylu had daarnaast twee eerdere dubbelspeltitels met andere partners; Xu vier.

### Deelnemende teams
Bronnen:
Ranking per 31 oktober 2016.
| Nr.   | Team                                  | Rang | Groep | Resultaat   | Verloren van                  |
| ----- | ------------------------------------- | ---- | ----- | ----------- | ----------------------------- |
| 1.    | Andreja Klepač Arantxa Parra Santonja | 65   | Een   | groepsfase  | Yang/You                      |
| 2.    | İpek Soylu Xu Yifan                   | 97   | Twee  | winnaressen | winnaressen                   |
| 3.    | Anastasia Rodionova Olha Savtsjoek    | 104  | Twee  | groepsfase  | Soylu/Xu                      |
| 4.    | Oksana Kalasjnikova Tatjana Maria     | 106  | Een   | groepsfase  | Klepač/Parra Santonja         |
| 5. WC | Liang Chen Wang Yafan                 | 127* | Twee  | groepsfase  | Soylu/Xu, Rodionova/Savtsjoek |
| 6. WC | Yang Zhaoxuan You Xiaodi              | 196* | Een   | finale      | İpek Soylu Xu Yifan           |

* Liang/Wang en Yang/You zijn via een wildcard voor het toernooi uitgenodigd.

### Finale
| Legenda | Legenda                  |
| ------- | ------------------------ |
| Q       | Qualifier                |
| WC      | Deelname via wildcard    |
| LL      | Lucky Loser              |
| r       | Opgave / trok zich terug |
| w/o     | Walk-over                |
| Alt     | Alternate                |
| SE      | Special Exempt           |
| PR      | Protected Ranking        |
| d       | Diskwalificatie          |

| finale |                          |   |   |      |
|        |                          |   |   |      |
| 2      | İpek Soylu Xu Yifan      | 6 | 3 | [10] |
| 6/WC   | Yang Zhaoxuan You Xiaodi | 4 | 6 | [7]  |

### Groepswedstrijden

#### Groep Een – "Lotus"
Resultaten
| wedstrijd                                 | wedstrijd | wedstrijd                                 | score            |
| ----------------------------------------- | --------- | ----------------------------------------- | ---------------- |
| Andreja Klepač Arantxa Parra Santonja (1) | –         | Oksana Kalasjnikova Tatjana Maria (4)     | 6-1, 7-6         |
| Yang Zhaoxuan You Xiaodi (6/WC)           | –         | Andreja Klepač Arantxa Parra Santonja (1) | 6-3, 6-3         |
| Oksana Kalasjnikova Tatjana Maria (4)     | –         | Yang Zhaoxuan You Xiaodi (6/WC)           | 1-6, 7-6, [10-7] |

Klassement
| nr. | team                                      | partijen w-v | sets w-v | games w-v |
| --- | ----------------------------------------- | ------------ | -------- | --------- |
| 1.  | Yang Zhaoxuan You Xiaodi (6/WC)           | 1-1          | 3-2      | 25-15     |
| 2.  | Andreja Klepač Arantxa Parra Santonja (1) | 1-1          | 2-2      | 19-19     |
| 3.  | Oksana Kalasjnikova Tatjana Maria (4)     | 1-1          | 2-3      | 16-26     |

#### Groep Twee – "Orchid"
Resultaten
| wedstrijd                              | wedstrijd | wedstrijd                              | score            |
| -------------------------------------- | --------- | -------------------------------------- | ---------------- |
| İpek Soylu Xu Yifan (2)                | –         | Anastasia Rodionova Olha Savtsjoek (3) | 6-3, 6-4         |
| İpek Soylu Xu Yifan (2)                | –         | Liang Chen Wang Yafan (5/WC)           | 6-4, 3-6, [10-6] |
| Anastasia Rodionova Olha Savtsjoek (3) | –         | Liang Chen Wang Yafan (5/WC)           | 6-4, 7-5         |

Klassement
| nr. | team                                   | partijen w-v | sets w-v | games w-v |
| --- | -------------------------------------- | ------------ | -------- | --------- |
| 1.  | İpek Soylu Xu Yifan (2)                | 2-0          | 4-1      | 22-17     |
| 2.  | Anastasia Rodionova Olha Savtsjoek (3) | 1-1          | 2-2      | 20-21     |
| 3.  | Liang Chen Wang Yafan (5/WC)           | 0-2          | 1-4      | 19-23     |